# Pio La Torre

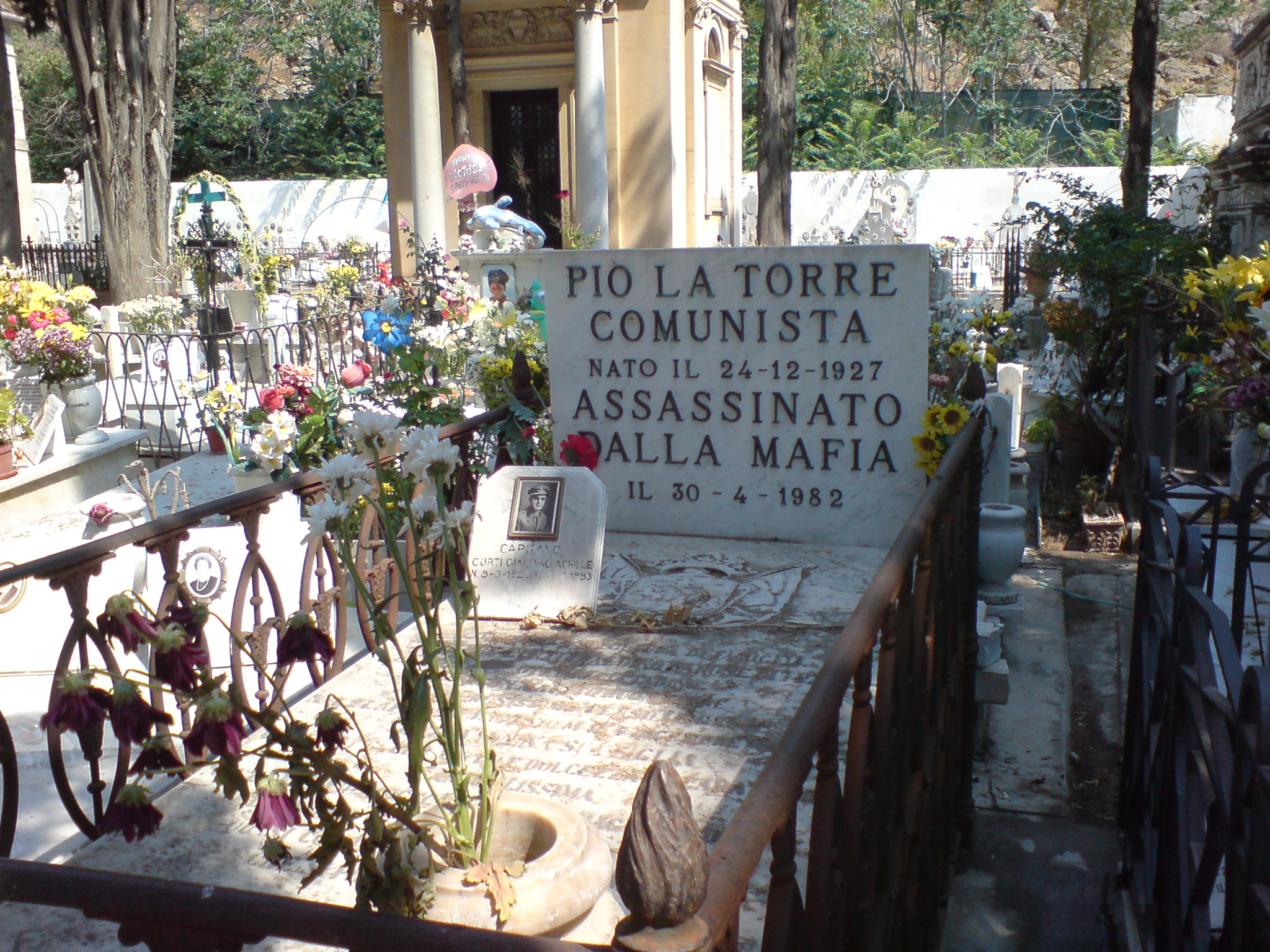
Pio La Torres grav i Palermo.

Pio La Torre, född 24 december 1927 i Palermo, död 30 april 1982 i Palermo, var en italiensk kommunistisk politiker och medlem av Antimaffiakommissionen. Som ledamot av Italiens deputeradekammare förespråkade La Torre en ny typ av anti-maffialag, vilken kriminaliserade maffian i sig och gav myndigheterna rätt att gripa misstänkta maffiamedlemmar och konfiskera deras tillgångar.
I början av 1980-talet pågick det andra maffiakriget. Olika maffiafamiljer bekrigade varandra men man hotade och mördade även politiker och jurister som var emot maffian. Den 30 april 1982 sköts La Torre och en annan politiker, Rosario Di Salvo, ihjäl i den bil, i vilken de färdades.